# Hôtel de ville de Zizkov
L'ancien Hôtel de ville de Zizkov est un bâtiment néo-Renaissance situé à Prague-Zizkov. Il a servi de mairie jusqu'au rattachement de la commune de Zizkov à Prague en 1922.

## Histoire
L'hôtel de ville néo-Renaissance a été construit entre 1889 et 1890 sur un projet de l'architecte Jan Šimáček. La municipalité de Zizkov a déménagé dans le nouveau bâtiment les 3 et 4 septembre 1890. En septembre de la même année, l'empereur François-Joseph se rendit à la mairie de Žižkov.
Le nouveau bâtiment a rapidement cessé de suffire aux besoins de la mairie et la maison voisine de la rue Lipanska a donc été achetée. La maison a été démolie et une nouvelle aile a été ajoutée. Actuellement, le bâtiment du bureau municipal de Prague 3 a son siège.

## Description
Le bâtiment est un bâtiment à deux ailes de trois étages avec un plan en forme de L. Le dôme est surmonté d'une lanterne hexagonale. Le bâtiment présente de riches décors en stuc. Au deuxième étage se trouve une ancienne salle de réunion, aujourd'hui une salle de cérémonie où le président Václav Havel s'est également marié. Depuis 2003, la partie souterraine est ouverte au public,.
La mairie de Žižkov est inscrite sur la liste des monuments culturels.

## Galerie

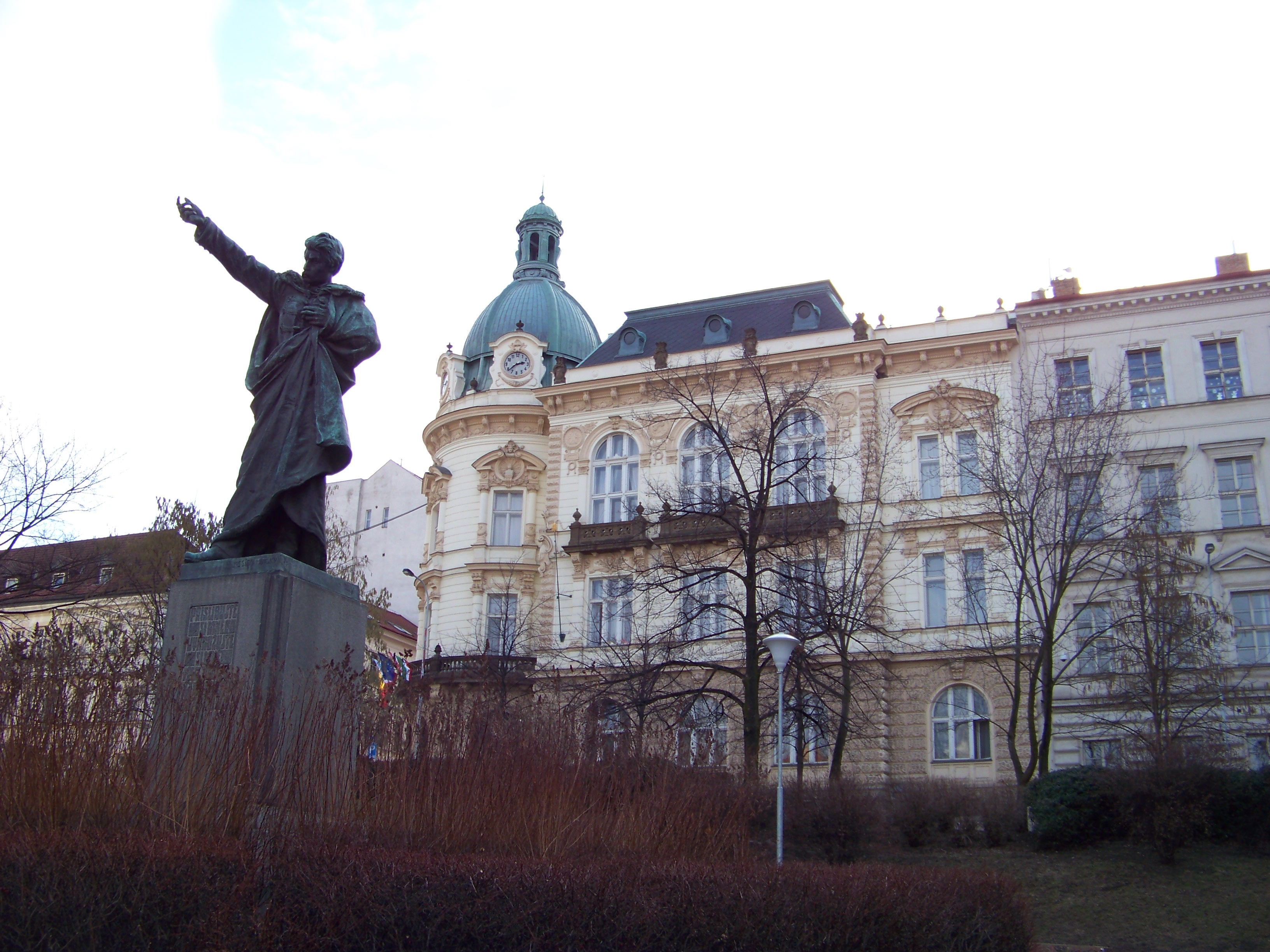
Žižkov, Place Havlíčkovo, statue de Karel Havlíček Borovský et mairie (photo 2011)
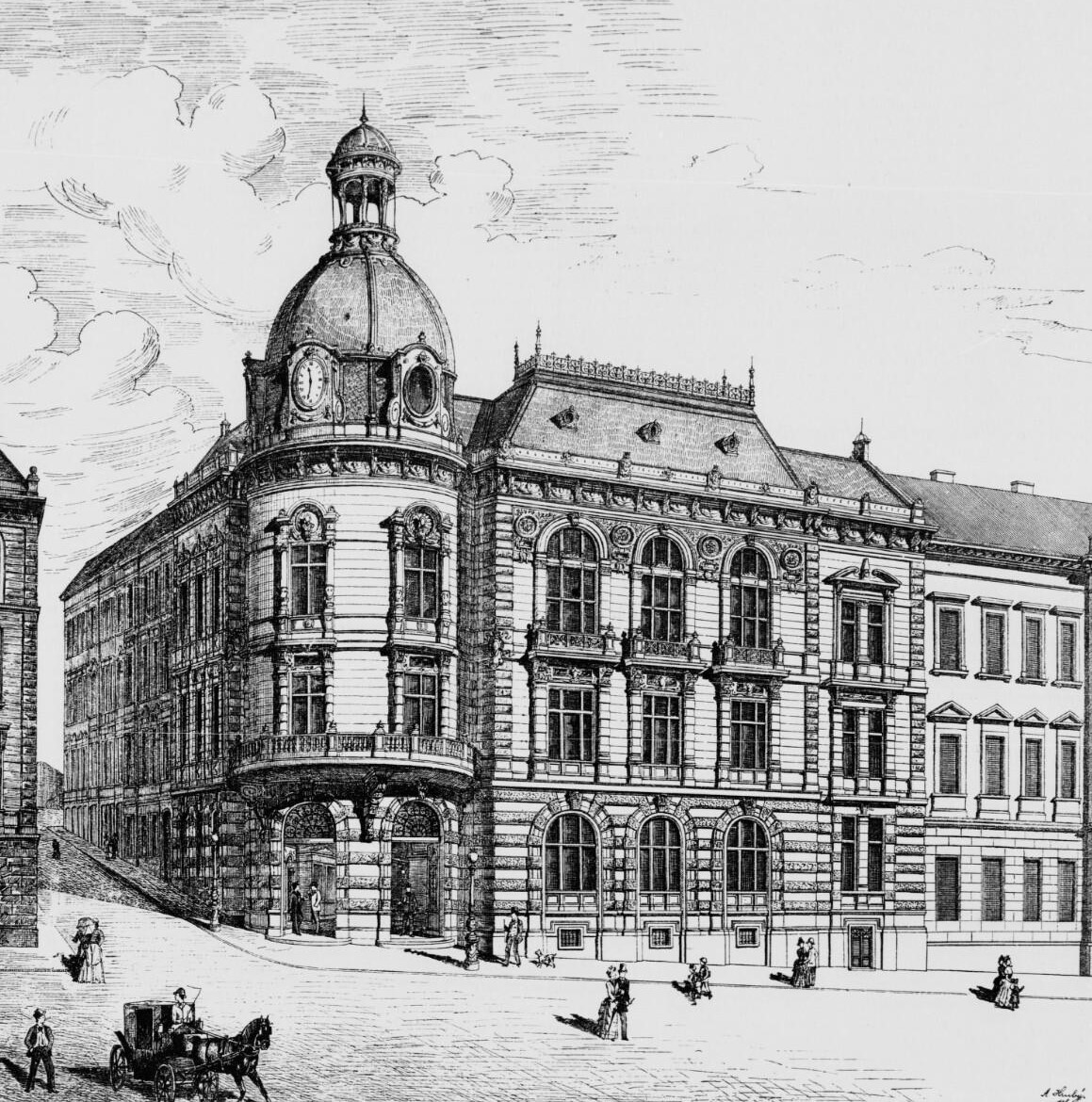
Hôtel de ville de Zizkov, 1891
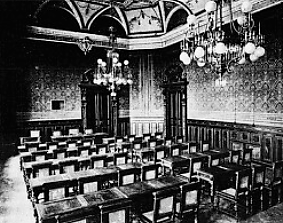
Hôtel de ville de Žižkov, salle de conférence (photo de 1891)